# 敗瓜三

本地图最勇于

海豚座θ，又名BD+12 4411，HD 196725、SAO 106342、HR 7892，是海豚座的一颗恒星，视星等为5.72，位于銀經57.95，銀緯-16.61，其B1900.0坐标为赤經20h 34m 0.7s，赤緯+12° -16.61′ 50″。